# Mecistopteryx rotundata
Mecistopteryx rotundata är en insektsart som först beskrevs av Walker, F. 1870.  Mecistopteryx rotundata ingår i släktet Mecistopteryx och familjen gräshoppor. Inga underarter finns listade i Catalogue of Life.